# Owen Chamberlain
Owen Chamberlain (10 tháng 7 năm 1920 – 28 tháng 2 năm 2006) là nhà vật lý học người Mỹ, đã đoạt Giải Nobel Vật lý năm 1959 chung với Emilio G. Segrè cho công trình phát hiện ra hạt phản proton, một phản hạt hạ nguyên tử.

## Cuộc đời và Sự nghiệp
Ông sinh tại San Francisco, California, tốt nghiệp trường Germantown Friends School ở Philadelphia năm 1937. Ông học Vật lý học ở Dartmouth College, đậu bằng cử nhân năm 1941 sau đó sang học ở Đại học California tại Berkeley. Ông được giữ ở lại trường cho tới dầu Thế chiến thứ hai, rồi gia nhập Dự án Manhattan năm 1942, làm việc chung với Segrè, vừa ở Berkeley vừa ở Los Alamos, New Mexico. 
Năm 1946, sau chiến tranh, Chamberlain tiếp tục học tiến sĩ ở Đại học Chicago dưới sự hướng dẫn của nhà vật lý học nổi tiếng Enrico Fermi. Fermi đã khuyến khích Chamberlain bỏ ngành Vật lý lý thuyết để chuyển sang nghiên cứu Vật lý ứng dụng. Chamberlain đậu bằng tiến sĩ ở Đại học Chicago năm 1949.
Năm 1948, sau khi đã hoàn tất công trình thực nghiệm, Chamberlain trở lại Đại học California tại Berkeley để giảng dạy. Tại đây, ông cùng với Segrè và các nhà vật lý học khác đã nghiên cứu việc phát tán proton-proton. Năm 1955, một loạt thí nghiệm phát tán proton đã dẫn tới việc khám phá ra hạt phản proton, một hạt giống hệt proton nhưng mang điện tích âm.
Sau đó Chamberlain nghiên cứu ở time projection chamber (TPC).và ở Stanford Linear Accelerator Center (SLAC).

## Hoạt động chính trị, xã hội
Chamberlain cũng hoạt động chính trị về các vấn đề hòa bình và công bằng xã hội, và thẳng thắn lên tiếng chống lại chiến tranh Việt Nam. Ông là một thành viên trong nhóm các nhà khoa học ủng hộ Sakharov, Orlov, và Shcharansky, ba nhà vật lý của Liên Xô cũ bị cầm tù vì niềm tin chính trị của họ. Trong thập niên 1980, Chamberlain đã giúp thành lập phong trào Giải trừ vũ khí hạt nhân.

## Gia đình
Chamberlain kết hôn với Beatrice Babette Copper (chết năm 1988) năm 1943. Họ có ba người con gái và một con trai. Sau đó ông tái hôn với June Steingart Greenfield (chết năm 1991) rồi với Senta Pugh Gaiser (hiện còn sống).

## Từ trần
Năm 1985, Chamberlain bị chẩn đoán là mắc bệnh Parkinson, và năm 1989 ông nghỉ hưu. Ngày 28.2.2006, ông qua đời ở Berkeley vì bị biến chứng, hưởng thọ 85 tuổi.